# Ried (bei Mering)
Ried este o comună din districtul Aichach-Friedberg, landul Bavaria, Germania.